# Пьетро III (Арборея)

Юдикат Арборея на карте средневековой Сардинии

Пьетро III (Pietro III di Arborea) (ум. 1347) — судья Арбореи с 1336.
Старший сын Угоне II Арборейского.
В 1326 году женился на Констанции (ум. 18 февраля 1348) из пьемонтского рода Алерамичи. Их брак был бездетным.
После смерти отца вступил на трон Арбореи с согласия короля Арагона Альфонса IV, который считался сюзереном Сардинии. Весь период правления находился под большим влиянием архиепископа Гвидо Каттанео — своего канцлера.
После смерти Альфонса IV (1343) брат Пьетро III Мариано получил от нового короля Педро IV графство Гочеано — часть юдиката Арборея. А в 1347 году он стал следующим судьёй.